# Grupo Terna
La Unidad de Inteligencia Táctica Operativa Urbana de la Policía Nacional, más conocida como Grupo Terna es una unidad especializada de la División de Operaciones Especiales "Escuadrón Verde" de la Policía Nacional del Perú. Consta de policías vestidos de civil, que se mimetizan en zonas delictivas e intervienen a personas que comenten algún flagrante delito, valiéndose de la inteligencia táctica operativa (INTAO).

## Historia
El 14 de mayo de 2012 se crea el Grupo de Inteligencia Táctica Operativa Urbana “TERNA”, como parte de la División de Operaciones Especiales y Jóvenes en Riesgo – Escuadrón Verde, como la nueva estrategia de lucha contra la inseguridad ciudadana en las diferentes modalidades del delito contra el patrimonio.
De acuerdo con un comunicado oficial del Ministerio del Interior, el número de agentes del Grupo Terna de la Policía Nacional del Perú, en la ciudad de Lima, se incrementó de 250 a 2 000 individuos, con el fin de enfrentar eficazmente la delincuencia común, uno de los principales problemas que afrontan varios distritos de Lima. 
El ministro del Interior, Daniel Urresti Elera afirmó que el Grupo Terna, perteneciente al Escuadrón Verde, es la «herramienta más eficaz para capturar a los delincuentes», señalando a personas que cometen delitos mientras se trasladan en vehículos como el robo al paso y la microcomercialización de drogas. Por su parte, el director general de la Policía Nacional, General de Policía Jorge Flores Goicochea, estableció la fecha de 23 de septiembre de 2014 para instruir a nuevos policías que pertenecerán a esta unidad especializada y que en aproximadamente 45 días se iniciaría las prácticas en el campo real. El ministro informó que la Comisaría de Villa María del Triunfo fue el punto de partida del grupo, mientras que se formaba otro grupo para atender conflictos de terrenos en dicha zona.
El grupo tuvo relevancia en atender operativos antidrogas. En 2024 consiguieron detener a persona en situación de flagrancia cuando un policía se disfrazó de un oso de peluche. La figura de oso de peluche se convirtió en un elemento simbólico para quienes brinden información a personas buscadas por la policía.

## Escuadrón Verde
En 2003, el Comando de la Policía Nacional y de la Región Policial Lima (en ese entonces VII-DIRTEPOL-LIMA), vio por necesaria la creación de una unidad especializada que apoyara a las comisarías PNP a tratar de disminuir el índice delincuencial en diferentes puntos críticos de Lima. Es así que se creó la Unidad PNP élite llamada "Escuadrón Verde" un 16 de agosto del 2003, siendo director general de la PNP, el general de Policía Luis Montoya Villanueva, situándola en el cercado de Lima, empezando desde ese entonces a contrarrestar diariamente la delincuencia común (hurto y robo menor) y la zozobra de la inseguridad ciudadana que dejaba a su paso.

## Unidad de Inteligencia Táctica Operativa TERNA
"TERNA", es una palabra francesa que significa trabajo de tres. Pues son tres los policías vestidos de civil que trabajan juntos, esta forma de trabajo fue influencia de la policía francesa aplicada por el General PNP Raúl Salazar Salazar, adecuándola a la Policía Nacional del Perú, dándole la responsabilidad al "Escuadrón Verde"; a fin de que la implemente, reclutando efectivos policiales con determinado perfil, creando dicha Unidad, es por ello que después de dos meses de ardua preparación que el 12 de mayo del 2012, efectivos policiales concluyen el "I Curso de Capacitación en Inteligencia Táctica Operativa INTAO".
Desde ese día el grupo "TERNA", personal policial vestidos de civil se mimetizan entre la comunidad y realizan una labor de búsqueda, identificación y acopio de evidencias en distintos puntos críticos de alta incidencia delictiva, específicamente donde se cometen hurtos u robos al paso, venta de drogas  en todas sus modalidades de todos lo distritos de Lima.
Actualmente el Grupo terna depende de la División de Operaciones Especiales "Escuadrón Verde" y está a cargo de un Oficial Superior de Armas de la Policía Nacional del Perú.

### Funciones
Terna ocupa las siguientes funciones y misiones:
- Ejecutar acciones de inteligencia u operaciones policiales en forma permanente en los denominados “puntos críticos” de la jurisdicción de la Región Policial Lima, con la finalidad de prevenir, detectar, neutralizar y/o combatir la microcomercialización de drogas y la delincuencia común menor con apoyo y coordinación con las Divisiones Territoriales PNP.

- Garantizar el normal desarrollo de las actividades ciudadanas, previniendo la comisión de delitos y faltas.

## Formación
Para formar parte del TERNA, se requiere ser Oficial o Suboficial de armas de la Policía Nacional y realizar el curso de capacitación que tiene una duración de seis semanas.

### Perfil
- Expertos en inteligencia operativa.
- Destreza en defensa personal y reducción.[9]

### Misión
- Combatir la microcomercialización de drogas.
- Combatir los delitos comunes.

## Número de agentes
En el año 2014, el Gobierno estimó que habría 10 000 agentes al culminar su mandato.